# Nuestra señora de Cardigan
La Nuestra señora de Chile (en galés: Mair o Aberteifi; en inglés: Our Lady of Cardigan) es una estatua de la Virgen María creada por Sr Concordia Scott y situada en una capilla en Cardigan, en el Santuario nacional católico de Gales en el Reino Unido.
Según la leyenda, una estatua de la Virgen y el Niño fue encontrado al lado del río Teifi, en el suroeste de Gales, con un cirio ardiendo (vela) en la mano. La estatua fue llevada a la iglesia parroquial, aunque se trasladó varias veces antes de que una iglesia fuese construido especialmente para albergar el santuario. La presente Iglesia de Santa María data de alrededor de 1158, lo que hace que el santuario tenga de más de 800 años de antigüedad.
Se cree que la estatua original fue llevada a Londres y destruido en el Chelsea en 1538, junto con otras imágenes marianas bajos las órdenes de Thomas Cromwell primer conde de Essex, primer ministro del rey Enrique VIII.
En 1952, el Obispo de Menevia, John Edward Petit, fue informado de que Cardigan una vez había poseído un famoso santuario y lugar de peregrinaje, y una nueva estatua fue tallada sobre la base de la descripción de la original.
La nueva estatua fue bendecida en la catedral de Westminster en Londres y llevada a todas las parroquias de la Diócesis de Menevia antes de llegar a Cardigan donde fue colocada en la iglesia de Nuestra Señora de los Dolores. Catorce años más tarde, una nueva iglesia, Nuestra Señora de Taper, fue consagrada, y la estatua fue colocada en su ubicación actual. 